# Engelbert Humperdinck (sångare)
Engelbert Humperdinck, egentligen Arnold George Dorsey, född 2 maj 1936 i Madras i Indien, är en brittisk sångare och musiker.

## Biografi
Humperdincks familj flyttade tidigt till England, och han kom att växa upp i Leicester. Han var ett av tio syskon. Hans far tjänstgjorde i den brittiska militären och hans mor var operasångerska och lärde även ut fiol. Han rönte stor framgång i slutet av 1950-talet och flyttade till USA av skatteskäl. Senare har han haft dubbelt boende, i Kalifornien och England. Han har dock endast brittiskt medborgarskap.

## Karriär
De största framgångarna kom 1967 med låtarna "Release Me", "There Goes My Everything" och "The Last Waltz". Han har förärats 63 guldskivor och 24 platinaskivor samt Golden Globe och Grammies. Han har sålt fler än 150 miljoner skivor över hela världen.
Han fortsätter att vara aktiv inom musikbranschen och under 2010-talet har Humperdinck gjort framträdanden över hela Europa, bland annat i Ryssland, Rumänien, Nederländerna och Belgien, samt i Israel.

### Eurovision
År 2012 representerade Humperdinck Storbritannien i Eurovision Song Contest 2012 i Baku i Azerbajdzjan med låten "Love Will Set You Free". Han blev därmed den äldsta manliga artisten i tävlingens historia. Eftersom Storbritannien är med i The Big Five behövde inte Humperdinck först kvalificera sig. Han öppnade finalen från startposition 1 den 26 maj i Bakus kristallhall. Han kom dock endast på 25:e plats av 26 tävlande bidrag med sina 12 poäng.